# HD 153368
HD 153368，又名CD-3511236，SAO 208293、HR 6311，是一颗恒星，视星等为5.97，位于銀經348.86，銀緯3.87，其B1900.0坐标为赤經16h 53m 56.6s，赤緯-35° 3.87′ 54″。